# Mordella felix
Mordella felix is een keversoort uit de familie spartelkevers (Mordellidae). De wetenschappelijke naam van de soort werd in 1877 gepubliceerd door Charles Owen Waterhouse.